# Цигмандру (Муреш)
Цигмандру (рум. Țigmandru) насеље је у Румунији у округу Муреш у општини Надеш. Oпштина се налази на надморској висини од 350 m.

## Становништво
Према подацима из 2002. године у насељу је живело 931 становника.

### Попис2002.
| Расподела становништва по националности 2002.‍ | Расподела становништва по националности 2002.‍ | Расподела становништва по националности 2002.‍ | Расподела становништва по националности 2002.‍ | Расподела становништва по националности 2002.‍ |
| --------------------------------------------- | --------------------------------------------- | --------------------------------------------- | --------------------------------------------- | --------------------------------------------- |
|                                               |                                               |                                               |                                               |                                               |
| Румуни                                        | Румуни                                        |                                               | 616                                           | 66,2%                                         |
| Мађари                                        | Мађари                                        |                                               | 201                                           | 21,6%                                         |
| Роми                                          | Роми                                          |                                               | 99                                            | 10,6%                                         |
| Немци                                         | Немци                                         |                                               | 15                                            | 1,6%                                          |